# Présidence lettonne du Conseil de l'Union européenne en 2015
Présidence italienne du Conseil de l'Union européenne en 2014 Présidence luxembourgeoise du Conseil de l'Union européenne en 2015
La présidence lettonne du Conseil de l'Union européenne en 2015 est la première présidence du Conseil de l'Union européenne assurée par la Lettonie.
Elle fait suite à la présidence italienne du Conseil de l'Union européenne à partir du 1er janvier 2015 et précède la présidence luxembourgeoise du Conseil de l'Union européenne à partir du 1er juillet 2015.
Le symbole de la Présidence lettone du Conseil de l'Union européenne en 2015 représente une meule à grains, son auteur est l'artiste Gunārs Lūsis

## Programme

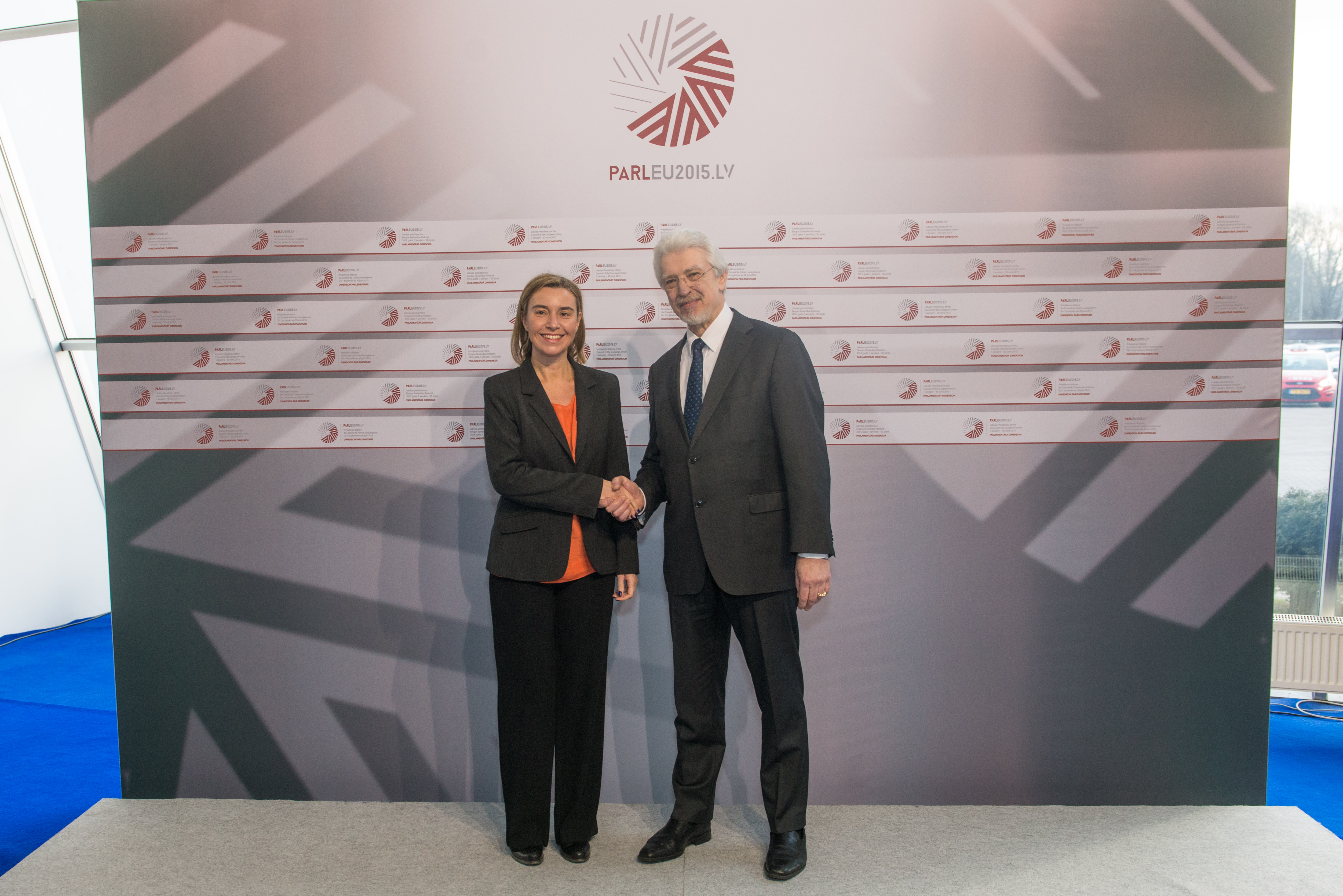
Ojārs Ēriks Kalniņš et Federica Mogherini lors de la conférence interparlementaire sur la politique étrangère et de sécurité commune.

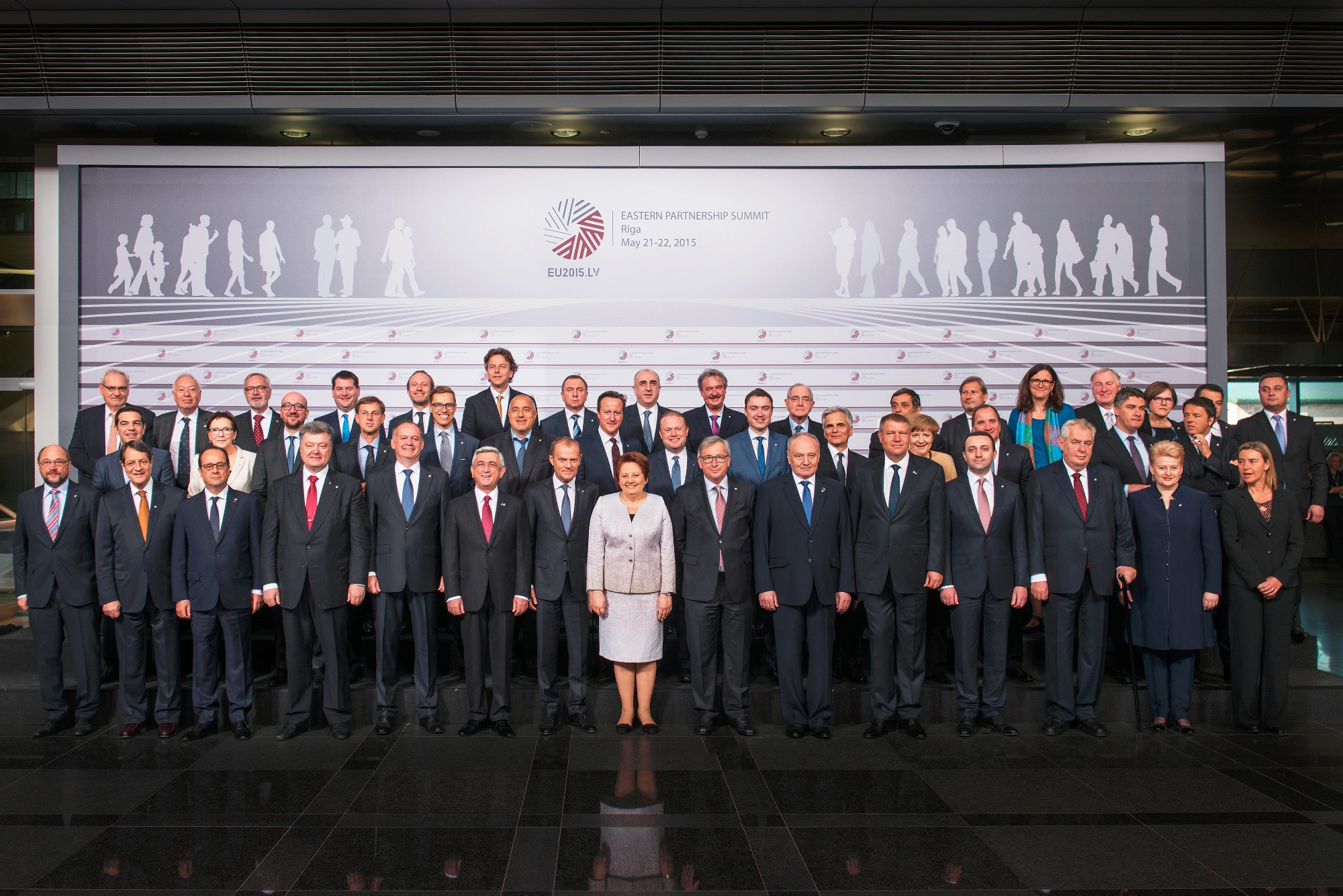
Sommet du partenariat oriental de Riga en 2015.

En janvier 2014, le gouvernement letton adopte les trois domaines prioritaires de la présidence :
- La concurrence dans l'UE comme base de croissance et d'amélioration de la qualité de vie des personnes.
- Les médias numériques et leurs possibilités d'utilisation pour le développement futur de l'UE.
- Le renforcement du rôle de l'UE au niveau international et l'UE en tant que lieu de bien-être et de sécurité pour les régions voisines.

Ils sont intégrés dans le programme de 18 mois des trois pays assurant la présidence (Italie,  Lettonie et Luxembourg). Selon le programme de travail du 6 janvier 2015, la présidence du Conseil de l'UE de la Lettonie doit également
- Contribuer à la mise en œuvre des orientations stratégiques du Conseil européen pour un espace de liberté, de sécurité et de justice.
- Permettre la mise en place d'un règlement général sur la protection des données.
- Promouvoir l'adoption d'un règlement portant création d'un parquet européen.
- Clarifier les négociations sur la directive relative à la lutte contre la fraude dans l'Union européenne.

## Compléments